# Greater Tzaneen Local Municipality
Greater Tzaneen (englisch Greater Tzaneen Local Municipality) ist eine Lokalgemeinde im Distrikt Mopani der südafrikanischen Provinz Limpopo. Der Verwaltungssitz befindet sich in Tzaneen. Maripe Mangena ist der Bürgermeister.
Der Gemeindename leitet sich vom Nord-Sotho-Wort für Platz, wo sich die Leute versammeln ab.

## Städte und Orte
| - Bakgage - Bankuna - Batlhabine Ba Magoboya - Dwarsfontein - Haenertsburg - Letsitele - Maleketla - Mashilwane | - Modjadji - Nkambak - Nwamitwa - Nyavana - Politsi - Rubbervale - Tzaneen |

## Bevölkerung
Im Jahr 2011 hatte die Gemeinde 390.095 Einwohner in 108.926 Haushalten auf einer Fläche von 3242,58 km². Davon waren 96,4 % schwarz und 3 % weiß. Erstsprache war zu 46 % Sepedi, zu 40,8 % Xitsonga, zu 4,3 % Sesotho, zu 2,6 % Afrikaans und zu 1,6 % Englisch.